# Есения
«Есе́ния» (исп. Yesenia) — мелодрама Альфреда Б. Кревенны с Жаклин Андере в главной роли по оригинальному сюжету Иоланды Варгас Дульче.

## Сюжет
После смерти матери Есения остаётся на попечении бабушки, старой цыганки Махситы. Однажды Есения крадёт кошелёк у офицера Освальдо и именно благодаря этому случаю между ними возникают романтические отношения. Вскоре они решают пожениться, но это непросто из-за того, что Есения — цыганка. Освальдо соглашается оформить их отношения по всем цыганским обычаям, только чтобы быть с любимой. После свадьбы Есения уходит из табора и поселяется в доме Освальдо. Но вскоре Освальдо арестовывают, и спустя некоторое время, устав ждать мужа, о судьбе которого она ничего не знает, Есения вновь возвращается к своим.
Однажды, будучи немного навеселе, Махсита рассказывает Есении, что та — не цыганка и родилась не в таборе, а её настоящая семья — это состоятельные люди, живущие в городе, которые были вынуждены отказаться от неё по стечению обстоятельств. Есения возвращается в настоящую семью, где её все хорошо принимают, и у неё появляется младшая сестра Луиса. Вскоре в их доме появляется Освальдо, который, как оказалось, встречается с сестрой Есении. Всё это время он был в плену и не мог разыскать Есению. Встретившись вновь, они не могут быть друг без друга. Луиса, у которой серьёзная болезнь сердца, не может видеть, как уходит её любовь и, покинув дом, уезжает из страны. Есения и Освальдо вновь обретают счастье вместе.

## В ролях
- Жаклин Андере — Есения (дубл. Нелли Витепаш)
- Хорхе Лават — Освальдо Ледук (дубл. Юрий Боголюбов)
- Ирма Лосано — Луиса, сестра Есении
- Исабела Корона — Махсита, приёмная бабушка Есении
- Аугусто Бенедико — дон Хуан, биологический дедушка Есении (дубл. Сергей Курилов)
- Хуан Гальярдо — Бардо
- Оскар Морелли — Хакобо, друг Освальдо
- Пилар Сен — Ампаро, биологическая бабушка Есении
- Клаудия Мартель
- Алисия Родригес — Марисела, биологическая мать Есении
- Виктор Алькосер — Патриарка
- Хосе Бавьера
- Роса Фурман — Трифения, приёмная мать Есении, дочь Махситы
- Мария Вагнер
- Фернандо Солер — дон Роман
- Кета Лават — женщина в ресторане
- Хесус Гомес
- Аврора Алонсо
- Карлос Леон
- Армандо Акоста — хозяин ресторана
- Викторио Бланко

## Прокат в СССР
Мелодрама «Есения» стала абсолютным рекордсменом годового проката за всю историю СССР. В 1975 году её посмотрели 91 миллион зрителей, и она опередила такие картины, как «Москва слезам не верит» и «Пираты XX века».
Критики, оценивая причины успеха скромной мексиканской ленты с предсказуемым «сериальным» сюжетом, указывают на её точное попадание в сюжет, интересный советскому зрителю. Крайне далёкие реалии Мексики середины XIX века оказываются очень близкими и понятными по духу. Тема «своего среди чужих», счастливый конец, напоминающий по духу сказку о «Золушке», — всё это способствовало выдающемуся прокатному успеху фильма.